# 楊耀東
楊耀東（1956年—），台湾男歌手，金韻獎歌手，妻子為崔愛蓮（崔苔菁之妹，2001年離世）。

## 戲劇作品
- 臺灣電視公司《台視劇場ー雨綿綿》飾君滔

## 專輯
- 金韻獎一（新格唱片發行，收錄誰來海邊）
- 金韻獎二（新格唱片發行，收錄他戴一朵茉莉花、山裡來的女孩）
- 楊耀東專輯（季節雨）（1981 新格唱片發行）
- 楊耀東專輯（星期六）（1982 新格唱片發行）
- 那個，那個（1983 東尼機構發行）
- 為什麼你要離去（1984 東尼機構發行）
- 瀟灑的自我（1985 上尚唱片發行，東尼機構制作）
- 楊耀東經典金曲珍藏版（東尼機構發行）